# ريتشارد هارفي (ملحن)
ريتشارد هارفي (بالإنجليزية: Richard Harvey)‏ هو مؤلف موسيقى تصويرية وملحن بريطاني، ولد في 25 سبتمبر 1953 في لندن في المملكة المتحدة.

## وصلات خارجية
- الموقع الرسمي
- ريتشارد هارفي على موقع IMDb (الإنجليزية)
- ريتشارد هارفي على موقع ميوزك برينز (الإنجليزية)
- ريتشارد هارفي على موقع ميوزك برينز (الإنجليزية)
- ريتشارد هارفي على موقع أول موفي (الإنجليزية)
- ريتشارد هارفي على موقع بوكس أوفيس موجو (الإنجليزية)
- ريتشارد هارفي على موقع قاعدة بيانات الأفلام السويدية (السويدية)
- ريتشارد هارفي على موقع أول ميوزيك (الإنجليزية)
- ريتشارد هارفي على موقع ديسكوغز (الإنجليزية)
- ريتشارد هارفي على موقع ديسكوغز (الإنجليزية)
- ريتشارد هارفي على موقع قاعدة بيانات الفيلم (الإنجليزية)